# Paul Sinibaldi
Paul Sinibaldi (Montemaggiore, 3 dicembre 1921 – Marsiglia, 1º aprile 2018) è stato un calciatore francese, di ruolo portiere.

## Carriera

### Club
È stato uno dei calciatori più rappresentativi dello Stade de Reims vincitore di tre titoli nazionali fra fine anni quaranta e metà anni cinquanta, e finalista della prima edizione della Coppa dei Campioni (incontro nel quale tuttavia non fu schierato a seguito di un infortunio).

### Nazionale
Ha collezionato una presenza con la propria Nazionale, il 4 giugno 1950, nella sconfitta esterna in amichevole contro il Belgio.

## Statistiche

### Cronologia presenze e reti in nazionale
| Cronologia completa delle presenze e delle reti in nazionale ― Francia | Cronologia completa delle presenze e delle reti in nazionale ― Francia | Cronologia completa delle presenze e delle reti in nazionale ― Francia | Cronologia completa delle presenze e delle reti in nazionale ― Francia | Cronologia completa delle presenze e delle reti in nazionale ― Francia | Cronologia completa delle presenze e delle reti in nazionale ― Francia | Cronologia completa delle presenze e delle reti in nazionale ― Francia | Cronologia completa delle presenze e delle reti in nazionale ― Francia |
| Data                                                                   | Città                                                                  | In casa                                                                | Risultato                                                              | Ospiti                                                                 | Competizione                                                           | Reti                                                                   | Note                                                                   |
| ---------------------------------------------------------------------- | ---------------------------------------------------------------------- | ---------------------------------------------------------------------- | ---------------------------------------------------------------------- | ---------------------------------------------------------------------- | ---------------------------------------------------------------------- | ---------------------------------------------------------------------- | ---------------------------------------------------------------------- |
| 4-6-1950                                                               | Bruxelles                                                              | Belgio                                                                 | 4 – 1                                                                  | Francia                                                                | Amichevole                                                             | -4                                                                     |                                                                        |
| Totale                                                                 |                                                                        | Presenze                                                               | 1                                                                      |                                                                        | Reti                                                                   | -4                                                                     |                                                                        |

## Palmarès

### Trofei nazionali
- Campionato francese: 3

Stade Reims:1948-1949, 1952-1953, 1954-1955
- Coppe di Francia: 1

Stade Reims:1949-1950
- Supercoppe di Francia: 1

Stade Reims:1955

### Trofei minori nazionali
- Coppa Charles Drago: 1

Stade Reims:1954

### Trofei minori internazionali
- Coppa Latina: 1

Stade Reims:1953